# Navratri

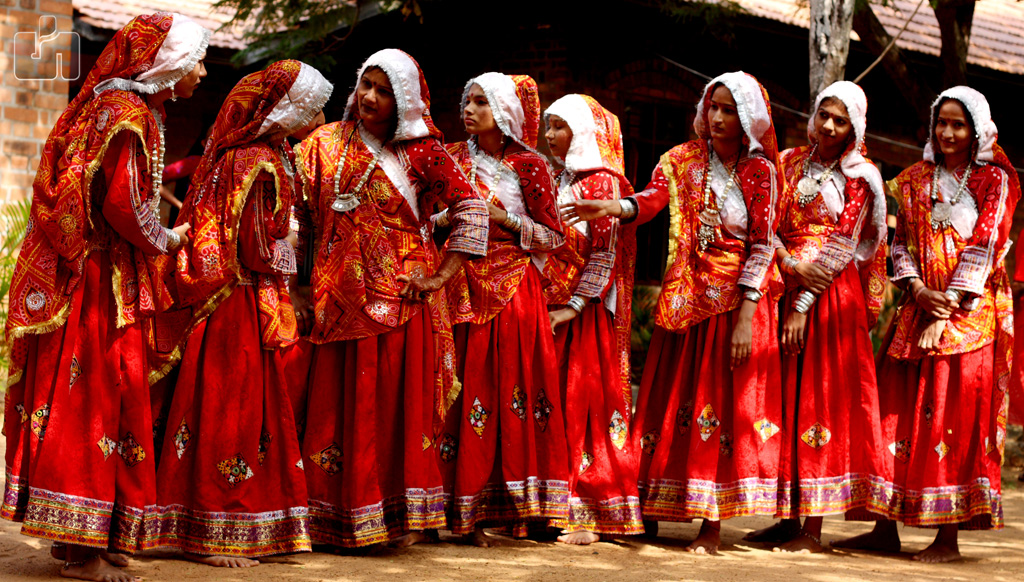
Frauen in Festkleidung, Maharashtra

Navratri oder Navaratri (Sanskrit: नवरात्रि = „neun Nächte“) ist eines der wichtigsten Feste im hinduistischen Jahreszyklus. Es wird vor allem in Indien und in Nepal gefeiert. Eigentlich gibt es vier Navratri-Feste, doch durchgesetzt hat sich nur das häufig mit der Göttin Durga verbundene Sharada-Navratri in der Nach-Monsunzeit.

## Zeit
Das Navratri-Fest wird traditionell über neun Nächte gefeiert. Zuerst im Monat Chaitra (März/April im Gregorianischen Kalender) und dann im Monat Ashvin (September–Oktober). In einigen Teilen Indiens wird es mit dem Dussehra- oder dem Ramlila-Fest verbunden und um einen oder mehrere Tage verlängert; unmittelbar danach beginnt meist das Diwali-Fest.

## Neun Formen von Durga
Das Fest steht im Zusammenhang mit dem berühmten Kampf zwischen Durga und dem Dämon Mahishasura, der den Sieg des Guten über das Böse feiert. Es stellt allerdings nicht nur eine einfache Geschichte von Gut gegen Böse dar, sondern es ist mit vielschichtiger Symbolik und moralischen Lektionen gefüllt, welche den Gläubigen helfen sich über die 9 Tage hinweg innerlich zu transformieren. Diese neun Tage sind ausschließlich Durga und ihren neun Avataren gewidmet – der Navadurga. Die spezifischen Formen von navadurga sind dem Devikavaca entnommen, einem Unterabschnitt des Devipurana-Textes und repräsentativ für einen wichtigen Aspekt im Leben der Göttin Parvati. Jeder Tag ist mit einer Inkarnation der Göttin verbunden:

### Tag 1 – Shailaputri
Pratipada, auch bekannt als der erste Tag, wird mit der Form Shailaputri („Tochter des Berges“) assoziiert, einer Inkarnation von Parvati. In dieser Form wird Durga als Tochter von Himavan (dem Schutzgott des Himalaya) verehrt. Sie wird dargestellt, wie sie auf Nandi, dem Reittier von Shiva reitet, was ihr Einheit und Ehe mit ihm symbolisiert. Sie hält die Mondsichel auf ihrer Stirn ähnlich der die Shiva auf seinem Kof hat, eine Trishula (Dreizack) in ihrer rechten und einer Lotusblume in ihrer linken Hand. Shailaputri gilt als die direkte Inkarnation von Mahakali. Die Farbe des Tages ist Gelb, die für Tatkraft und Stärke steht. Sie ist auch bekannt als Reincarnation von Sati (Shiva's Ehefrau, die dann als Parvati reinkarniert) und auch als Hemavati.

### Tag 2 – Brahmacharini
Am Dwitiya (zweiter Tag) wird die Göttin Brahmacharini („Die Unverheiratete“), eine weitere Inkarnation von Parvati, verehrt. In dieser Form wurde Parvati zu Yogini, ihrem unverheirateten Selbst. Brahmacharini wird für Emanzipation oder Moksha und die Verleihung von Frieden und Wohlstand verehrt. Sie wird mit nackten Füßen dargestellt und hält eine rudrakshmala (japmala) und eine kamandala (Wasserkanne) in den Händen und symbolisiert Glückseligkeit und Ruhe. Weiß ist der Farbcode für diesen Tag. Die orange Farbe, die Ruhe darstellt, wird manchmal verwendet, damit überall starke Energie fließt.

### Tag 3 – Chandraghanta
Tritiya (dritter Tag) erinnert an die Verehrung von Chandraghanta – der Name leitet sich von der Tatsache ab, dass Parvati nach ihrer Hochzeit mit Shiva ihre Stirn mit dem ardhachandra (wörtlich: Halbmond) schmückte. Sie ist die Verkörperung der Schönheit und steht auch symbolisch für Tapferkeit. Grau ist die Farbe des dritten Tages, eine lebhafte Farbe, die die Stimmung aufhellen kann.

### Tag 4 – Kushmanda
Die Göttin Kushmanda wird am Chaturthi (vierter Tag) verehrt. Kushmanda gilt als die schöpferische Kraft des Universums und wird mit der Entstehung der Vegetation auf der Erde in Verbindung gebracht, daher ist die Farbe des Tages grün. Sie wird mit acht Armen und auf einem Tiger sitzend dargestellt.

### 5. Tag – Skandamata
Skandamata, die an Panchami (fünfter Tag) verehrte Göttin, ist die Mutter von Skanda (oder Kartikeya). Die grüne Farbe steht symbolisch für die verwandelnde Kraft einer Mutter, wenn ihr Kind mit Gefahren konfrontiert wird. Sie wird dargestellt, wie sie auf einem wilden Löwe reitet, vier Arme hat und ihr Kind hält.

### Day 6 – Katyayani
Born to sage Katyayana, she is an incarnation of Durga which killed the buffalo-demon, Mahisa and is shown to exhibit courage which is symbolized by the colour red. Known as the warrior goddess, she is considered one of the most violent forms of Devi. In this avatar, Katyayani rides a lion and has four hands. She is celebrated on Shashti (sixth day). In eastern India, Maha Shashti is observed on this day and starting of shardiya Durga Puja.

### Tag 7 – Kalaratri
Kalaratri/Kali gilt als die grausamste Form von Durga und wird an Saptami verehrt. Es wird angenommen, dass Parvati ihre blasse Haut ablegte, um die Asuras Shumbha und Nishumbha zu töten. Die Farbe des Tages ist königsblau. Die Göttin wird in einem rot gefärbten Gewand oder einem Tigerfell mit wütenden und feurigen Augen und dunkler Haut dargestellt. Es wird angenommen, dass die rote Farbe das Gebet und die Zusicherung des Schutzes der Göttin für die Gläubigen vor Schaden darstellt.

### Tag 8 – Mahagauri
Mahagauri symbolisiert Intelligenz und Frieden. Man glaubt, dass Kaalaratri einen wärmeren Teint bekam, als sie ein Bad im Fluss Ganga nahm. Die Farbe, die mit diesem Tag assoziiert wird, ist rosa und steht für Optimismus. Sie wird am Ashtami (achter Tag) gefeiert. In Ostindien wird an diesem Tag Maha Astami gefeiert, beginnend mit Pushpanjali, Kumari Puja usw. Es ist ein sehr wichtiges Tithi und gilt als der Geburtstag von Mahishasura mardini rupa von Chandi.

### 9. Tag – Siddhidatri
Am letzten Tag des Festes, der auch als Navami (neunter Tag) bekannt ist, beten die Menschen zu Siddhidhatri („Geberin der Vollkommenheit“). Auf einem Lotus sitzend, wird angenommen, dass sie alle Arten von Siddhis (spirituellen Kräften) besitzt und verleiht. Sie verleiht hauptsächlich neun Arten von Siddhis – anima (die Fähigkeit, den eigenen Körper auf die Größe eines Atoms zu reduzieren), mahima (die Fähigkeit, den eigenen Körper auf eine unendlich große Größe zu erweitern), garima (die Fähigkeit, schwer oder dicht zu werden), laghima (die Fähigkeit, schwerelos oder leichter als Luft zu werden), prapti (die Fähigkeit, alles zu verwirklichen, was man sich wünscht), prakamya (die Fähigkeit, jeden Ort in der Welt zu erreichen), isitva (die Fähigkeit, alle materiellen Elemente oder Naturkräfte zu kontrollieren) und vasitva (die Fähigkeit, jedem Einfluss zu verleihen). Hier hat sie vier Hände. Sie ist auch als Mahalakshmi bekannt. Die violette Farbe des Tages stellt die Bewunderung für die Schönheit der Natur dar. Siddhidatri ist Parvati, die Frau von Shiva. Siddhidhatri wird auch als die Ardhanarishvara-Form von Shiva und Shakti gesehen. Es wird angenommen, dass eine Seite von Shivas Körper die von Siddhidatri ist. Daher ist er auch unter dem Namen Ardhanarishwara bekannt. Den vedischen Schriften zufolge erlangte Shiva alle Siddhis durch die Verehrung dieser Göttin.
In den meisten Teilen Indiens werden Werkzeuge und Waffen in einem Ritual namens Ayudha Puja verehrt. Viele Unternehmen gewähren ihren Angestellten an diesem Tag auch einen Feiertag.

### Tag 10 – Dussehra oder Vijayadashami
Vijayadashami wird in verschiedenen Teilen des indischen Subkontinents aus unterschiedlichen Gründen begangen und unterschiedlich gefeiert. In den südlichen, östlichen, nordöstlichen und einigen nördlichen Bundesstaaten Indiens markiert Vijayadashami das Ende von Durga Puja und erinnert an den Sieg der Göttin Durga über den Büffeldämon Mahishasura, der das Dharma wiederhergestellt und geschützt hat.
Dussehra ist im Hinduismus ein Feiertag, der den Triumph von Rama, einem Avatar von Lord Vishnu, über den zehnköpfigen Dämonenkönig Ravana feiert, der Ramas Frau Sita entführt hatte. Der Name des Festes leitet sich von den Sanskrit-Wörtern dasha („zehn“) und hara („Niederlage“) ab. Dussehra symbolisiert den Sieg des Guten über das Böse und wird am 10. Tag des Monats Ashvina (September–Oktober), dem siebten Monat des Hindu-Kalenders, gefeiert, wenn der Vollmond erscheint, ein Ereignis, das als „helle vierzehn Tage“ (shukla paksha) bezeichnet wird. Dussehra fällt mit dem Höhepunkt des neuntägigen Navratri-Festes und mit dem zehnten Tag des Durga Puja-Festes zusammen. Für viele ist es der Beginn der Vorbereitung auf Diwali, das 20 Tage nach Dussehra stattfindet.

## Regionale Besonderheiten
Meist steht die Göttin Durga im Mittelpunkt der Feierlichkeiten; je nach Region wird das Fest aber auch mit dem Gott Rama in Verbindung gebracht. Die alltägliche Arbeit wird zumeist fortgesetzt – in ländlichen Gebieten stehen abendliche Tanzveranstaltungen, in den Städten Theateraufführungen im Vordergrund des Geschehens; bei anderen Veranstaltungen werden religiöse Texte vorgelesen.